# 长柄巢蕨
长柄巢蕨（学名：Neottopteris longistipes）为铁角蕨科巢蕨属下的一个种。